# Liste des ministres belges de la Coopération au développement
Cette page donne la liste des  ministres et secrétaires d'État belges chargés de la Coopération au développement ; le nom exact de la fonction peut varier au fil des nominations ministérielles.
Depuis le 3 février 2025, le ministre des Affaires étrangères, des Affaires européennes et de la Coopération au développement est Maxime Prévot, au sein du gouvernement de Bart De Wever.

## Liste
| Titulaire | Titulaire           | Titulaire                           | Parti       | Mandat                                                          | Gouvernement                                                                                   | Portefeuille ministériel |
| --------- | ------------------- | ----------------------------------- | ----------- | --------------------------------------------------------------- | ---------------------------------------------------------------------------------------------- | --- |
| 1         |                     | Ernest Adam (1899-1985)             | PSC-CVP     | 28 juillet 1965 – 16 mars 1966 (7 mois et 16 jours)             | Harmel                                                                                         | Ministre-secrétaire d'État de la Coopération au développement et du commerce extérieur, adjoint aux affaires étrangères                        |
| 2         |                     | Raymond Scheyven (1911-1987)        | PSC-CVP     | 17 juin 1968 – 20 janvier 1972 (3 ans, 7 mois et 3 jours)       | Gaston Eyskens IV                                                                              | Ministre de la Coopération au développement |
| 3         |                     | Lucien Harmegnies (1916-1994)       | PSB-BSP     | 20 janvier 1972 – 26 janvier 1973 (1 an et 6 jours)             | Gaston Eyskens V                                                                               | Secrétaire d'État a la Coopération au Développement, adjoint au ministre des Affaires étrangères                                               |
| 4         |                     | Irène Pétry (1922-2007)             | PSB-BSP     | 26 janvier 1973 – 23 octobre 1973 (8 mois et 27 jours)          | Leburton I                                                                                     | Secrétaire d'État a la Coopération au Développement                                                                                            |
| 5         |                     | Guy Cudell (1917-1999)              | PSB-BSP     | 23 octobre 1973 – 25 avril 1974 (6 mois et 2 jours)             | Leburton II                                                                                    | Ministre des Affaires bruxelloises et de la Coopération au développement                                                                       |
| 6         |                     | Renaat Van Elslande (1916-2000)     | CVP         | 25 avril 1974 – 3 juin 1977 (3 ans, 1 mois et 9 jours)          | Tindemans I                                                                                    | Ministre des Affaires étrangères et de la Coopération au développement                                                                         |
| 6         | Tindemans II        | Renaat Van Elslande (1916-2000)     | CVP         | 25 avril 1974 – 3 juin 1977 (3 ans, 1 mois et 9 jours)          |                                                                                                | Ministre des Affaires étrangères et de la Coopération au développement                                                                         |
| 6         | Tindemans III       | Renaat Van Elslande (1916-2000)     | CVP         | 25 avril 1974 – 3 juin 1977 (3 ans, 1 mois et 9 jours)          |                                                                                                | Ministre des Affaires étrangères et de la Coopération au développement                                                                         |
| 7         |                     | Lucien Outers (1924-1993)           | FDF         | 3 juin 1977 – 3 avril 1979 (1 an et 10 mois)                    | Tindemans IV                                                                                   | Ministre de la Coopération au développement |
| 7         | Vanden Boeynants II | Lucien Outers (1924-1993)           | FDF         | 3 juin 1977 – 3 avril 1979 (1 an et 10 mois)                    |                                                                                                | Ministre de la Coopération au développement |
| 8         |                     | Mark Eyskens (1933-)                | CVP         | 3 avril 1979 – 22 octobre 1980 (1 an, 6 mois et 19 jours)       | Martens I                                                                                      | Ministre de la Coopération au développement |
| 8         | Martens II          | Mark Eyskens (1933-)                | CVP         | 3 avril 1979 – 22 octobre 1980 (1 an, 6 mois et 19 jours)       |                                                                                                | Ministre de la Coopération au développement |
| 8         | Martens III         | Mark Eyskens (1933-)                | CVP         | 3 avril 1979 – 22 octobre 1980 (1 an, 6 mois et 19 jours)       |                                                                                                | Ministre de la Coopération au développement |
| 9         |                     | Daniël Coens (1938-1992)            | CVP         | 22 octobre 1980 – 17 décembre 1981 (1 an, 1 mois et 25 jours)   | Martens IV                                                                                     | Ministre de la Coopération au développement |
| 9         | Mark Eyskens        | Daniël Coens (1938-1992)            | CVP         | 22 octobre 1980 – 17 décembre 1981 (1 an, 1 mois et 25 jours)   |                                                                                                | Ministre de la Coopération au développement |
| 10        |                     | Jacqueline Mayence-Goossens (1932-) | PRL         | 17 décembre 1981 – 9 juin 1983 (1 an, 5 mois et 23 jours)       | Martens V                                                                                      | Secrétaire d'État de la Coopération au développement                                                                                           |
| 11        |                     | François-Xavier de Donnea (1941-)   | PRL         | 9 juin 1983 – 28 novembre 1985 (2 ans, 5 mois et 19 jours)      | Martens V                                                                                      | Secrétaire d'État de la Coopération au développement                                                                                           |
| 12        |                     | André Kempinaire (1929-2012)        | PVV         | 28 novembre 1985 – 9 mai 1988 (2 ans, 5 mois et 11 jours)       | Martens VI                                                                                     | Secrétaire d'État de la Coopération au développement                                                                                           |
| 12        | Martens VII         | André Kempinaire (1929-2012)        | PVV         | 28 novembre 1985 – 9 mai 1988 (2 ans, 5 mois et 11 jours)       | Secrétaire d'État à la Coopération au développement, adjoint au ministre du Commerce extérieur | |
| 13        |                     | André Geens (1929-2012)             | VU          | 9 mai 1988 – 29 septembre 1991 (3 ans, 4 mois et 20 jours)      | Martens VIII                                                                                   | Ministre de la Coopération au développement |
| 14        |                     | Erik Derycke (1949-)                | SP          | 29 septembre 1991 – 23 juin 1995 (3 ans, 8 mois et 25 jours)    | Martens IX                                                                                     | Ministre de la Coopération au développement et ministre adjoint à la Politique scientifique                                                    |
| 14        | Dehaene I           | Erik Derycke (1949-)                | SP          | 29 septembre 1991 – 23 juin 1995 (3 ans, 8 mois et 25 jours)    | Secrétaire d'État de la Coopération au développement                                           | |
| 15        |                     | Réginald Moreels (1949-)            | CVP         | 23 juin 1995 – 12 juillet 1999 (4 ans et 19 jours)              | Dehaene II                                                                                     | Secrétaire d'État à la Coopération au développement                                                                                            |
| 16        |                     | Eddy Boutmans (1948-)               | Agalev      | 12 juillet 1999 – 11 juillet 2003 (3 ans, 11 mois et 29 jours)  | Verhofstadt I                                                                                  | Secrétaire d'État à la Coopération au développement, adjoint au ministre des Affaires étrangères                                               |
| 17        |                     | Marc Verwilghen (1952-)             | VLD         | 11 juillet 2003 – 18 juillet 2004 (1 an et 7 jours)             | Verhofstadt II                                                                                 | Ministre de la Coopération pour le développement                                                                                               |
| 18        |                     | Armand De Decker (1948-2019)        | MR          | 18 juillet 2004 – 12 juillet 2007 (2 ans, 11 mois et 24 jours)  | Verhofstadt II                                                                                 | Ministre de la Coopération pour le développement                                                                                               |
| 19        |                     | Sabine Laruelle (1965-)             | MR          | 12 juillet 2007 – 21 décembre 2007 (5 mois et 9 jours)          | Verhofstadt II                                                                                 | Ministre de la Coopération pour le développement                                                                                               |
| 20        |                     | Charles Michel (1975-)              | MR          | 21 décembre 2007 – 14 février 2011 (3 ans, 1 mois et 24 jours)  | Verhofstadt III                                                                                | Ministre de la Coopération au développement |
| 20        | Leterme I           | Charles Michel (1975-)              | MR          | 21 décembre 2007 – 14 février 2011 (3 ans, 1 mois et 24 jours)  |                                                                                                | Ministre de la Coopération au développement |
| 20        | Van Rompuy          | Charles Michel (1975-)              | MR          | 21 décembre 2007 – 14 février 2011 (3 ans, 1 mois et 24 jours)  |                                                                                                | Ministre de la Coopération au développement |
| 20        | Leterme II          | Charles Michel (1975-)              | MR          | 21 décembre 2007 – 14 février 2011 (3 ans, 1 mois et 24 jours)  |                                                                                                | Ministre de la Coopération au développement |
| 21        |                     | Olivier Chastel (1964-)             | MR          | 14 février 2011 – 6 décembre 2011 (9 mois et 22 jours)          | Ministre de la Coopération au développement                                                    | |
| 22        |                     | Paul Magnette (1971-)               | PS          | 6 décembre 2011 – 17 janvier 2013 (1 an, 1 mois et 11 jours)    | Di Rupo                                                                                        | Ministre des Entreprises publiques, de la Politique scientifique et de la Coopération au développement, chargé des Grandes villes              |
| 23        |                     | Jean-Pascal Labille (1961-)         | PS          | 17 janvier 2013 – 11 octobre 2014 (1 an, 8 mois et 24 jours)    | Di Rupo                                                                                        | Ministre des Entreprises publiques et de la Coopération au développement, chargé des Grandes villes                                            |
| 24        |                     | Alexander De Croo (1975-)           | Open VLD    | 11 octobre 2014 – 1er octobre 2020 (5 ans, 11 mois et 20 jours) | Michel I                                                                                       | Vice-Premier ministre, ministre de la Coopération au développement, de l'Agenda numérique, des Télécommunications et de la Poste               |
| 24        | Michel II           | Alexander De Croo (1975-)           | Open VLD    | 11 octobre 2014 – 1er octobre 2020 (5 ans, 11 mois et 20 jours) | Vice-Premier ministre, ministre des Finances et de la Coopération au développement             | |
| 24        | Wilmès I            | Alexander De Croo (1975-)           | Open VLD    | 11 octobre 2014 – 1er octobre 2020 (5 ans, 11 mois et 20 jours) | Vice-Premier ministre, ministre des Finances et de la Coopération au développement             | |
| 24        | Wilmès II           | Alexander De Croo (1975-)           | Open VLD    | 11 octobre 2014 – 1er octobre 2020 (5 ans, 11 mois et 20 jours) | Vice-Premier ministre, ministre des Finances et de la Coopération au développement             | |
| 25        |                     | Meryame Kitir (1980-)               | sp.a        | 1er octobre 2020 – 17 décembre 2022 (2 ans, 2 mois et 16 jours) | De Croo                                                                                        | Ministre de la Coopération au développement, chargée des Grandes villes                                                                        |
| 26        |                     | Caroline Gennez (1975-)             | Vooruit     | 17 décembre 2022 – 30 septembre 2024 (1 an, 9 mois et 13 jours) | De Croo                                                                                        | Ministre de la Coopération au développement, chargée des Grandes villes                                                                        |
| 27        |                     | Frank Vandenbroucke (1955-)         | Vooruit     | 1er octobre 2024 – 3 février 2025 (4 mois et 2 jours)           | De Croo                                                                                        | Vice-Premier ministre et Ministre des Affaires sociales, de la Santé publique et de la Coopération au développement, chargé des Grandes villes |
| 27        |                     | Maxime Prévot (1978-)               | Les Engagés | Depuis le 3 février 2025 (4 mois et 1 jour)                     | De Wever                                                                                       | Vice-Premier ministre et Ministre des Affaires étrangères, des Affaires européennes et de la Coopération au développement                      |